# يوحنا صاوه باشا
يوحنا صاوه باشا (بالتركية: Sava Paşa)‏‏ (ولدَ في 1832، يوانينا - توفي في 1904، نويي-سور-سين) هو سياسي عثماني، تولى منصب والي كريت.

## مناصبه
تولى المناصب التالية:
- والي كريت (1885–1887)
- وزارة الشؤون الخارجية (1879–1880)